# Mulić
Mulić je nenaseljeni hrvatski jadranski otočić. Nalazi se uz sjevernu obalu otoka Korčule, ispred Žrnovska Banje. Administrativno pripada gradu Korčuli.
Površina otoka je 1452 m2, a visina 3 metra.

## Vanjske poveznice
|  | Zajednički poslužitelj ima još gradiva o temi Mulić |